# Izzy Stradlin
Jeffrey Dean Isbell  (* 8. dubna 1962, Lafayette, Indiana), známý jako Izzy Stradlin, je americký rytmický kytarista, který se proslavil účinkováním ve skupině Guns N' Roses, jejíž je i spoluzakladatel. Je autorem nebo spoluautorem několika hitů kapely, například „Patience“, „You Could Be Mine“, „Used to Love Her“, „Bad Obsession“, „Pretty Tied Up“, „14 years“, „Dust N' Bones“, nebo „Paradise City“. Izzy opustil Guns N' Roses v roce 1991, kdy byla skupina na vrcholu slávy. Po svém odchodu z Guns N' Roses se vydal na sólovou dráhu s kapelou Izzy Stradlin and the Ju Ju Hounds a vydal několik alb. Izzymu bylo také nabídnuto místo v kapele Velvet Revolver, ale nabídku odmítl. V současnosti[kdy?] se věnuje nahrávání sólové desky, zatím nazývané Izzy Stradlin Singles. Na desce s ním pracuje Matt Sorum se kterým hrával v Guns N' Roses v letech 1990–1991 a pak jako náhradník za Gilbyho Clarka v roce 1993.

## Biografie

### 1962–1979: Začátky
Izzyho rodné jméno je Jeffrey Isbell, narodil se v Lafayette, kde i vyrůstal. Jeho otec byl rytec a jeho matka pracovala pro telefonní společnost; rozvedli se, když mu bylo osm let. Na život v Lafayette Izzy řekl: „Bylo skvělé tam vyrůstat. Je tam soud, vysoká škola, řeka a železniční koleje. Je to malé město, tak tam nebylo moc co dělat. Jezdili jsme na kolech, kouřili „trávu“, dostávali se do těžkostí - bylo to fakt pěkné Beavis and Butt-Headovské městečko.“
Stradlin projevil zájem o hudbu již v raném věku; ve věku osmi let, včetně jeho oblíbenců jako Bob Dylan, Pink Floyd, Alice Cooper a Led Zeppelin. Největší vliv na něj ale měla jeho babička, která měla skupinu se svými kamarády. Izzy přesvědčil rodiče, aby mu koupili bicí. Na střední škole Izzy hrával v kapele s pár kamarády. Jeden z nich byl i William Bailey, později známý jako Axl Rose. "Na střední škole jsme byli chlapíci s dlouhými vlasy. Buď jste byli atleti nebo huliči. Nebyli jsme atleti, tak jsme se přestali jen tak potkávat. Hráli jsme nové verze některých písní v garáži. Nebyly tam žádné kluby, kde bychom mohli hrát, tak jsme nikdy nevystoupili mimo garáže. Navzdory averzi ke škole ji Stradlin v roce 1979 dokončil. Rozhodl se pro hudbu a odstěhoval se do Los Angeles v Kalifornii.

### 1980–1984: Začátek kariéry
Krátce po příjezdu do Los Angeles se Stradlin připojil k punkové skupině Naughty Women. Během svého nešťastného prvního koncertu s kapelou diváci začali napadat hudebníky; Stradlin připomíná, „Popadl jsem stojan na činel, stál na straně a snažil se je odrazit za řevu, 'Vypadni kurva ode mne, člověče!' To byl můj úvod do rockové scény v L.A.“
Jeho dvouměsíční působení s Naughty Women následovalo hraním s punkovou skupinou The Atoms, ještě před tím, než byla jeho bicí souprava ukradena z jeho auta. Poté přešel na basu. Stradlin se pak se připojil k heavymetalové kapele Shire, kde nastoupil jako doprovodný kytarista a přispěl ke skládání.
V roce 1983 Stradlin založil skupinu Hollywood Rose se svým kamarádem z dětství Axlem Rosem, který se přestěhoval do Los Angeles v předchozím roce. V lednu 1984 skupina nahrála pět demo písní, kde se objevily skladby „Killing Time“, „Anything goes“, „Rocker“, „Shadow of Your Love“ a „Reckless Life, které byly vydány v roce 2004 jako součást kompilačního alba The Roots of Guns N' Roses. V srpnu skupinu rozpustili a Izzy se připojil ke skupině London, která hrála na Sunset Stripu. Také založil krátce fungující skupinu Stalin, kde zpíval Eric Leach a na kytaru hrál Taz Rudd ze Symbol Six. V prosinci obnovili Hollywood Rose.

### 1985–1991: Guns N' Roses
V březnu 1985 založil Stradlin s Axlem Rosem a několika členy L.A. Guns skupinu Guns N' Roses. Okolo června v kapele účinkovali Rose, kytarista Slash, doprovodný kytarista Stradlin, basák Duff McKagan a bubeník Steven Adler. Hráli po klubech jako Whisky a Go Go, The Roxy a The Troubadour nebo dělali předkapelu větším uskupením v letech 1985 a 1986. V této době kapela napsala většinu svého klasického materiálu a Stradlin se stal klíčový skladatelem pro skupinu.
V červenci 1987 vydali Guns N' Roses svůj debut Appetite for Destruction. Dodnes bylo prodáno 28 milionů ks po celém světě, z toho 18 milionů v USA. Stradlin složil nebo se podílel na skladbách z alba, včetně hitů „Sweet Child o' Mine“ a „Paradise City“. Také napsal hit „Patience“ z následujícího alba G N' R Lies, které vyšlo v listopadu 1988 a na americkém trhu bylo prodáno 5 milionů kopií. Navzdory tomu, že obsahuje osm písní, tak čtyři byly vydány už na EP Live ?!*@ Like a Suicide.
Jak jejich úspěch rostl, tak vznikalo uvnitř kapely napětí. V roce 1989, kdy hráli jako předkapela pro The Rolling Stones, Axl Rose pohrozil, že skupinu opustí pokud Stradlin, Slash a Steven Adler nepřestanou „tančit s Mr. Brownstonem,“ odkaz na skladbu stejného jména o heroinu. Poté, co byl Izzy odsouzen podmínečně na rok za močení na palubě letadla, se rozhodl pro střízlivost; vrátil se domů k rodičům do Indiany, kde prodělal detox od drog a alkoholu. Následující rok byl ze skupiny vyhozen Steven Adler kvůli jeho závislosti na kokainu; nahradil ho Matt Sorum ze skupiny The Cult.
V září 1991 vydali Guns N' Roses dlouho očekávaná alba Use Your Illusion I a Use Your Illusion II, která na americkém žebříčku dosáhla pozic 2. a 1., čin, který se předtím jiné skupině nepovedl. Stradlin se podílel na hitech „Don't Cry“ a „You Could Be Mine“. Také zpíval hlavní vokály ve skladbách „Dust N' Bones“, „You Ain't the First“, „Double Talkin' Jive“ a „14 Years“. Jako na předchozích nahrávkách dával přednost kytaře Gibson ES-175.
Okolo doby vydání alb Use Your Illusion se stal Stradlin nespokojený s životem v Guns N 'Roses. Později vzpomíná, „Když jsem přestal brát drogy, nemohl jsem si pomoci, rozhlížel se kolem a ptal se sám sebe: Je to všechno? Byl jsem z toho unaven, potřeboval jsem pryč.“ 7. listopadu 1991 bylo oznámeno, že Stradlin Guns N' Roses opustil. Poslední koncert odehrál jako oficiální člen 31. srpna ve Wembley. Jako důvod pro odchod později Stradlin řekl, „Neměl jsem rád komplikace, které se staly součástí každodenního života Guns N' Roses,“ kdy jako příklady citoval nepokoje po koncertě v Riverportu u St. Louis a Axlovo chronické opožďování během Use Your Illusion Tour. Uvedl, že dosažení střízlivosti hrálo roli v jeho rozhodnutí odejít: „Když jste v prdeli, tak máte větší pravděpodobnost snášet věci, se kterými byste se za normálních okolností těžce smiřovali.“

### Po odchodu z Guns N' Roses
Po odchodu z kapely se vrátil zpět do Indiany, kde začal nahrávat písně pro své první sólové album Izzy Stradlin and the Ju Ju Hounds se skupinou Ju Ju Hounds. Hudba byla jednodušší než na albech Use Your Illusion I a Use Your Illusion II. Dostali skvělé ohlasy, což vyústilo do světového turné.
Během těchto „nečinných“ let Izzy cestoval a věnoval většinu času dvěma svým zálibám – motorům a závodům. Dokonce si postavil trať blízko svého domu. V roce 1998 se vrátil na hudební scénu se svým druhým albem 117°. Předtím však měl jen malý zájem o kampaň k albu – rozdal jen pár rozhovorů – a odehrál pár koncertů. To mělo za následek, že to bylo poslední album ve vydavatelství Geffen. Ve velké fúzi vydavatelství do DreamWorks Records, Izzy a další umělci byli vyhozeni (včetně Duffa). Jeho třetí album Ride On, album jen pro Japonsko, vydal ve vydavatelství Universal Victor. Tentokrát Izzy opravdu udělal menší turné po Japonsku jako kampaň. Čtvrté album s názvem River vyšlo v roce 2001.
Izzy se připojil ke Slashově úspěšné formaci, pojmenovaná Velvet Revolver, ale jen na věci ve studiu, protože nesnášel život na cestách, kvůli čemuž potom ze skupiny odešel.
V roce 2003 vydal šesté album Like A Dog. Nahrál několik propagačních klipů, ty ale nikdy nebyly zveřejněné. O dva roky později jeho fanoušek Will Villiers sepsal petici, aby ty klipy Izzy předal svým fanoušků. Petice byla úspěšná, obsahovala více než tisíc podpisů. Izzy kontaktoval autora petice a rozhodl se vydat Like A Dog, prodávaný za 20 dolarů svým fanouškům.
V roce 2004 se Izzy a Duff objevili na albu Bubblegum, jehož autorem je Mark Lanegan.
Na začátku roku 2006 vyhlásil, že zvažuje vydání několika skladeb, které vyřadil z předcházejících alb. Také řekl, že nové album je už skoro hotové a brzy bude vydáno.

## Návraty do Guns N' Roses (1993, 2006 a 2012)
V roce 1993 měl náhradník za Izzyho, Gilby Clarke, nehodu na motorce a poranil si zápěstí. Turné po Evropě bylo ohroženo. Bylo potřeba okamžitého řešení a Izzy ho tedy zastoupil. Potom co si splnil svoje povinnosti, se Izzy okamžitě vrátil do Indiany, aby si oddychl od hudby.
Druhý návrat začal tím že se objevila informace, že Izzy a Axl napravili své roztříštěné vztahy a jsou znova kamarádi. Zpráva vyšla potom, co Axl navštívil Izzyho narozeninový večírek v New Yorku.
17. května 2006 se Izzy objevil na pódiu s Guns N' Roses, aby s nimi zahrál písně Nightrain, Think About You a Patience. Izzy také odehrál 5 písní na britském festivalu Download Festival v červnu a v srpnu v Nijmegene, Nizozemsko. Byly to písně Patience, Nightrain, Think About You, Used To Love Her a Paradise City. Izzy vystoupil s Guns N' Roses během jejich turné v roce 2006 na několika koncertech, včetně toho v pražské Sazka Aréně.

## Diskografie

### Solo
- Pressure Drop (EP, 1992)
- 117° (1998)
- Ride On (1999)
- River (2001)
- On Down the Road (2002)
- Like a Dog (nahráno v roce 2003 vydáno v 2005)
- Miami (2007)
- Fire, the Acoustic Album (2007)
- Concrete (2008)
- Smoke (2009)
- Wave of Heat (2010)
- Izzy Stradlin Singles (TBA)

### Guns N' Roses
- Live ?!*@ Like a Suicide (EP, 1986)
- Appetite for Destruction (1987)
- Guns N' Roses (EP, 1988)
- G N' R Lies (1988)
- Use Your Illusion I (1991)
- Use Your Illusion II (1991)
- The "Civil War" EP (EP, 1993)
- Live Era '87–'93 (1999)
- Greatest Hits (2004)
- Appetite for Destruction: Locked N' Loaded (2018)

### Izzy Stradlin and the Ju Ju Hounds
- Izzy Stradlin and the Ju Ju Hounds (1992)
- Izzy Stradlin and the Ju Ju Hounds Live (1993)

### The Atoms Featuring Izzy Stradlin
- The Atoms Featuring Izzy Stradlin (EP, 1993)

### Hollywood Rose
- The Roots Of Guns N' Roses (2004)

### Duff McKagan
- How To Be A Man (EP, 2015)